# Cold Copy
Cold Copy ist ein Thriller von Roxine Helberg, der im Juni 2023 beim Tribeca Film Festival seine Premiere feierte und im Januar 2024 in die US-Kinos kam.

## Handlung
Eine ehrgeizige Journalistikstudentin plant, eine angesehene Nachrichtenreporterin zu beeindrucken. Um deren Gunst zu erlangen, ist sie bereit, weit zu gehen. Sie manipuliert ihre neueste Story und die Wahrheit selbst.

## Produktion
Regie führte Roxine Helberg. Es handelt sich nach den Kurzfilmen While Choking, Greased, Virgin Eyes und The Girl in the Woods um ihr Regiedebüt bei einem Spielfilm.
In den Hauptrollen sind die Britin Bel Powley als Mia Scott, die Golden-Globe-Preisträgerin Tracee Ellis Ross als Diane Heger und der kanadische Nachwuchsschauspieler Jacob Tremblay als Igor Nowak zu sehen. Weitere Rollen übernahmen Nesta Cooper, Ekaterina Baker und James Tupper.
Als Kameramann fungierte der Italiener Matteo Cocco, der zuletzt für die Filme Exil, Roads, Hidden Away, Occhi blu, 3/19, Dark Glasses und Brado tätig war.
Die Filmmusik komponierte der aus Reykjavík stammende Komponist und Gitarrist Þórarinn Guðnason, der Bruder der Oscar-Preisträgerin Hildur Guðnadóttir. Es handelt sich nach Lamb um seine zweite Arbeit für einen Film.
Die Premiere erfolgte am 11. Juni 2023 beim Tribeca Film Festival. Am 26. Januar 2024 kam der Film in ausgewählte US-Kinos.